# Glòria Muñoz
Glòria Muñoz Pfitzer (Barcelona, 12 de agosto de 1949) es una pintora española y profesora en la Universidad de Barcelona.

## Trayectoria
Glòria Muñoz nació el 12 de agosto de 1949 en Barcelona. Estudió en Barcelona en la Escuela de la Lonja, terminando sus estudios en 1972. Ese mismo año se casó con el hijo de Josep Puigdengolas i Barella, que la ayudó a conocer a miembros importantes de la comunidad artística de Barcelona. Esta oportunidad, combinada con su deseo de explorar nuevos métodos de expresión artística, la influenció para crear pinturas que pueden rastrear sus orígenes al arte de principios del siglo XX.
En 1975, año de su primera exposición individual, fundó un centro de educación artística, Taller de Dibuix i Pintura, en Barcelona. Fue profesora de pintura en el Departamento de Bellas Artes de la Universidad de Barcelona desde 1985. En 1990 recibió un doctorado en Bellas Artes de la misma institución. En 2000, fue miembro del proyecto "Realismo contemporáneo" del Ministerio de Educación.

## Obra
En 1980, Muñoz se dedicó a pintar paisajes. Su tema principal fue el paisaje del Ampurdán en el noreste de España, aunque también representó otros lugares de España (Mallorca, Granada, Cabo de Creus, Cadaqués, Castellón de Ampurias, Puerto de la Selva y Perelada), Italia (Toscana) y el sur de Francia. Más adelante, se centró en diferentes temas. Algunos de sus bodegones posteriores contienen una disposición de objetos y una perspectiva que se asemejan más a un paisaje.
Un convento en Perelada que había sido abandonado por las monjas agustinas se convirtió en la ubicación del estudio de Muñoz en 1992.  Este escenario le proporcionó inspiración artística al representar muchos de los detalles de la su estudio de capilla en sus pinturas. En su serie de Altares vacíos, pintó el altar desgastado por la capilla. Sus obras en esta serie importante, comparando lo lleno y lo vacío, lo presente y lo ausente, lo vivo y lo muerto, aluden simbólicamente al paso del tiempo y la separación entre lo espiritual y lo mundano. La relación entre el mundo espiritual y el físico es un tema que puede discernirse en gran parte de su trabajo a lo largo de su carrera.
En su paleta predominan los tonos azules y ocres. Su trabajo representa principalmente objetos cotidianos, aunque tienen un significado más profundo que una simple representación de esos temas ordinarios. Así las mesas representan algo más que un mueble; simbolizan la naturaleza única y transitoria de la vida humana. Las tablas pueden contener varios objetos que se relacionan alegóricamente con la vida de una persona. Estos cuadros tienen la intención de evocar una respuesta emocional del espectador.  Para Muñoz, una mesa y cualquier objeto sobre ella pueden representar el mundo entero o una realidad, las muchas formas y configuraciones posibles que representan las vicisitudes de la vida. Combina elementos que parecen ser de mundos contrarios y con valores diferentes, mientras  todavía tienen esos elementos que se complementan entre sí.

## Exposiciones y colecciones
A partir de 1988, ha realizado numerosas exposiciones individuales y colectivas en la Sala Parés de Barcelona, una de las galerías más destacadas de la ciudad.
Su trabajo también se ha presentado en muestras, tanto individuales como colectivas, en otras galerías de Barcelona, como en otras ciudades, como Bolonia, Buenos Aires, Carmel, Ginebra, Gerona, Hong Kong, Londres, Madrid, Miami, Nueva York, Olot, Singapur, Estrasburgo y Toulouse.
En 1998, tuvo una exposición individual en el Museo de Arte Moderno de Tarragona. Su trabajo forma parte de la colección permanente del museo. Estuvo representada en una exposición colectiva en el Museo de San Felíu de Guixols en 2005.  